# Regno di Calchfynedd
Il Regno di Calchfynedd è un regno celtico semileggendario della Gran Bretagna altomedievale. 
Esso nacque dalla suddivisione dell'Ebrauc (che ruotava attorno a York, in Inghilterra), dopo la morte del suo sovrano, Arthuis, nonno di Cynwyd Cynwydion, primo sovrano del Calchfynedd, o meglio del Cynwydion (come in origine si chiamò il Calchfynedd).
Il territorio del regno si sarebbe trovato sulle rive del fiume Kent in Cumbria, nel sud del Powys e comprendeva città come Northampton e Dunstable. 
Quest'area fu data al figlio Cynwyd Cynwydion (inizi VI secolo). 
Il regno cadde attorno al 616 sotto i colpi degli anglosassoni della Mercia.
Canu Heledd è un insieme di poemi in antico gallese che narrano le vicende della caduta del regno. Le composizioni sono attestate dal IX secolo, ma risalgono forse a originali del VII secolo.

## Sovrani del Calchfynedd
- Cynwyd Cynwydion, nato attorno al 491
- Cadrod Calchfynedd, nato attorno al 507
- Yspwys Mwyntyrch, nato attorno al 530 (o addirittura 430)